# Pleuroprucha dispunctata
Pleuroprucha dispunctata är en fjärilsart som beskrevs av Heinrich Benno Möschler 1881. Pleuroprucha dispunctata ingår i släktet Pleuroprucha och familjen mätare. Inga underarter finns listade i Catalogue of Life.